# Полосатый полорыл
Полосатый полорыл (лат. Coelorinchus fasciatus) — вид морских лучепёрых рыб  семейства долгохвостовых (Macrouridae). Морские бентопелагические рыбы. Максимальная длина тела 50 см. Распространены в умеренных водах Южного полушария.

## Описание
Тело удлинённое, сжато с боков, хвостовой отдел вытянут в нить. Тело покрыто крупной чешуёй; каждая чешуйка с мелкими близко сидящими колючками; колючки тонкие, короткие, расположены в 15—16 параллельных рядов. Голова большая, длина укладывается 1,5—1,8 раза в длину тела от кончика рыла до анального отверстия (преанальная длина). Гребни на голове умеренно развиты, не очень острые. Нижняя часть головы голая. Рыло короткое, его длина составляет 29—33 % длины головы; тупое, конической формы. Имеется подбородочный усик. Глаза большие, их диаметр укладывается 2,3—2,5 раза в длине головы. Длина верхней челюсти составляет от 25 до 31 % длины головы. Зубы на челюстях мелкие, расположены широкими полосками. На сошнике и нёбе зубов нет. На внутренней стороне первой жаберной дуги 7—9 жаберных тычинок, на внешней стороне жаберных тычинок нет. Два спинных плавника. В первом спинном плавнике два колючих и 9—10 мягких лучей. Второй луч первого спинного плавника округлой формы с гладким передним краем. Во втором спинном плавнике 105—110 мягких лучей. В анальном плавнике около 90 лучей. Второй спинной и анальный плавники длинные, их лучи заходят на хвост. В брюшных плавниках 7 лучей. Хвостовой плавник отсутствует. Анальное отверстие расположено непосредственно перед началом основания анального плавника. Орган свечения щелевидной формы, расположен на средней линии брюха непосредственно перед анальным отверстием; его длина превышает половину диаметра глаза. Плавательный пузырь овальной формы или с выраженными двойными передними долями.
Максимальная длина тела 50 см.

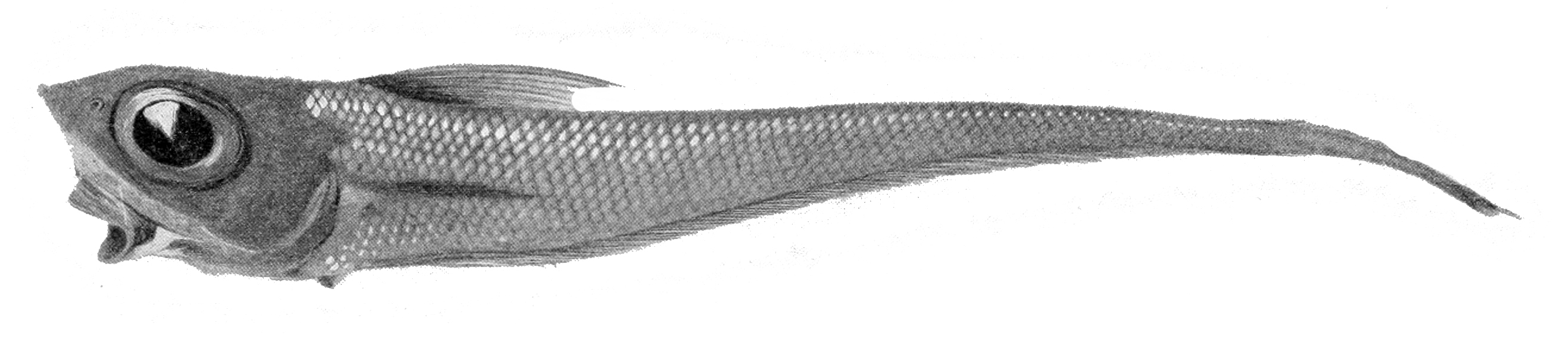

Тело серого или коричневатого цвета, несколько бледнее на брюхе. По бокам тела проходят 8—10 широких поперечных седловидной или неправильной формы полос, которые опускаются ниже боковой линии, но не заходят на брюхо (в задней части хвоста заходят). Плавники тёмные, наружный край брюшных плавников беловатый. Ротовая и жаберные полости от серого до чёрного цвета. Губы и подбородочный усик бледные. Чёрный круг вокруг глаз.

## Биология
Морские бентопелагические рыбы. Обитают на глубинах от 73 до 1086 м, наиболее часто встречаются на глубине 400—800 м. У берегов южной Африки нерестятся в июле — сентябре. В состав рациона входят копеподы, полихеты, моллюски, амфиподы, десятиногие ракообразные, морские ежи и мелкие рыбы (преимущественно светящиеся анчоусы и топориковые). В водах Новой Зеландии полосатые полорылы играют важную роль в питании чёрных конгрио (Genypterus blacodes).

## Ареал
Распространены в умеренных водах Южного полушария между 20° ю. ш. и 59° ю. ш. у берегов южной Африки, южной оконечности Южной Америки, Новой Зеландии, Тасмании и южной Австралии.